# أولاد الطيب (سيدي يحيى زعير)
أولاد الطيب هي إحدى مشيخات المملكة المغربية، تتبع جغرافيا لعمالة الصخيرات تمارة وإداريًا لسيدي يحيى زعير. يقدر عدد سكانها بـ 2894 نسمة حسب الإحصاء الرسمي للسكان والسكنى لسنة 2004.